# Royale Union Saint-Gilloise
Royale Union Saint-Gilloise, também conhecido apenas como Union Saint-Gilloise ou Union SG. ou USG, é um clube de futebol da Bélgica que na primeira metade do século XX ganhou 11 títulos do Campeonato Belga e 2 Copas da Bélgica. Atualmente disputa a elite do Campeonato Belga.
As cores do time são o azul, o amarelo e o branco, a sua torcida é fanática. A equipe é tradicionalmente popular entre os nativos de Bruxelas que falam francês.

## História
O clube foi fundado em 1897 e obteve o seu primeiro de onze títulos belgas, em 1904. Até a Segunda Guerra Mundial foi uma grande equipe no futebol belga, que institui um conhecido recorde na Bélgica nos anos 1933 e 1935 (que jogou 60 jogos consecutivos sem perder). Após a guerra, teve um breve período de sucesso europeu, jogando a Copa da UEFA entre 1958 e 1965, e alcançando as semifinais na edição de 1958/60 depois de uma vitória sobre a AS Roma. Em 1963, o clube é rebaixado para a segunda divisão, e ainda atingiu o mais baixo nível nacional em 1980.
Em 2018 o time foi adquirido pelo jogador de Pôquer e Empresário Inglês, Tony Bloom que também é dono do Brighton.
Na temporada de 2020-21, foi campeão da Segunda Divisão Belga, garantindo seu retorno à primeira divisão nacional depois de 48 anos. Aproveitando-se da força do time vindo a Segunda Divisão que contava com a dupla de ataque formada por Dante Vanezir e Deniz Undav, o time liderou o campeonato pro várias rodadas, porém na reta final fora superado pelo Brugge, ficando com o vice campeonato. Deniz acabou o campeonato como artilheiro tendo feito 26 gols.[carece de fontes?]
Em 2023, o então dono do clube Tony Bloom, precisou deixar de ser o acionista majoritário devido a regras da UEFA, que proíbem que times de mesmos donos disputem a mesma competição europeia, isso se deve ao fato de que o Brighton havia se classificado para a Liga Europa de 2023-24, assim como o USG. 
Na temporada de 2023-24, o USG voltou a conquistar um título importante após 88 anos, ao vencer a final da Copa da Bélgica contra o Royal Antwerp por 1 a 0, gol do zagueiro da seleção japonesa Koki Mashida. O título foi o terceiro do clube na competição, sendo que o último havia sido conquistado há 110 anos.
Graças a essa conquista, o USG marcou presença, pela primeira vez na sua história, na Supercopa da Bélgica no começo da temporada 2024-25, onde venceu o Club Brugge por 2 a 1 e conquistou um título inédito para o clube.
Sagrou-se campeão belga na temporada 2024-25, ao vencer por 3x1 a equipe do Genk, com gols de Franjo Ivanović e dois de Promise David. Este título encerrou um jejum de 90 anos.

## Elenco atual
Última atualização: 27 de março de 2025.

## Apoiadores e rivalidades da Royale Union Saint-Gilloise
A Royale Union Saint-Gilloise atrai torcedores principalmente da região de Bruxelas, especialmente do Sul da Capital Belga. 
Seus ultras são conhecidos como Union Bhoys e sentam-se na Tribuna do Estádio. Os Union Bhoys têm amizade com os torcedores do RFC Liège e do Cercle Brugge.
O Union compartilha um clássico da cidade de Bruxelas, também conhecido como "clássico do  Zwanze" com o Racing White Daring Molenbeek, que se origina de sua antiga rivalidade com o Royal Daring Club Molenbeek que foi encapsulado na peça de Bruxelas Bossemans et Coppenolle. 
No entanto, os dois teriam uma relação de amor e ódio, tendo ambos passado por dificuldades financeiras na era moderna e organizado amistosos em apoio. 
O Union também tem rivalidade com o vizinho Anderlecht, embora os dois tenham se encontrado ainda menos vezes na era moderna do que o RWDM e o Union.
Eles se encontraram pela primeira vez desde 1979 na Copa da Bélgica em 2018, com uma grande vitória do Union por 0–3 no Stade Constant Vandenstock. 

## Títulos
| NACIONAIS | NACIONAIS                    | NACIONAIS | NACIONAIS                                                                                                   |
|           | Competição                   | Títulos   | Temporadas                                                                                                  |
| --------- | ---------------------------- | --------- | --- |
|           | Campeonato Belga             | 12        | 1903-04, 1904-05, 1905-06, 1906-07, 1908-09, 1909-10, 1912-13, 1922-23, 1932-33, 1933-34, 1934-35 e 2024-25 |
|           | Copa da Bélgica              | 3         | 1912-13, 1913-14 e 2023-24                                                                                  |
|           | Supercopa da Bélgica         | 1         | 2024 |
|           | Campeonato Belga - 2 Divisão | 4         | 1900-01, 1950-51, 1963-64 e 2020-21                                                                         |
|           | Campeonato Belga - 3 Divisão | 3         | 1975-76, 1983-84 e 2003-04                                                                                  |
|           | Campeonato Belga - 4 Divisão | 1         | 1982-83 |

Outros títulos
- Copa Jules Pappaert: 3

(1956, 1976 e 2021)
- Challenge International du Nord: 3

(1904, 1905 e 1907)
- Coupe Van der Straeten Ponthoz: 3

(1905, 1906 e 1907)
- Coupe Jean Dupuich: 4

(1912, 1913, 1914 e 1925)
Prémios individuais
Seis títulos para cinco jogadores da Union Saint-Gilloise que terminaram como artilheiros do campeonato Belga:
- 1902/03: Gustave Vanderstappen (?)
- 1903/04: Gustave Vanderstappen (30)
- 1909/1910: Maurice Vertongen (36)
- 1922/23: Achille Meyskens (24)
- 1933/34: Vital Van Landeghem (29)
- 2021/22: Deniz Undav (26)

Um jogador da Union Saint-Gilloise terminou como o artilheiro do Campeonato Belga Segunda Divisão:
- 1950/51: Frans Laureys (28)